# Bladskott

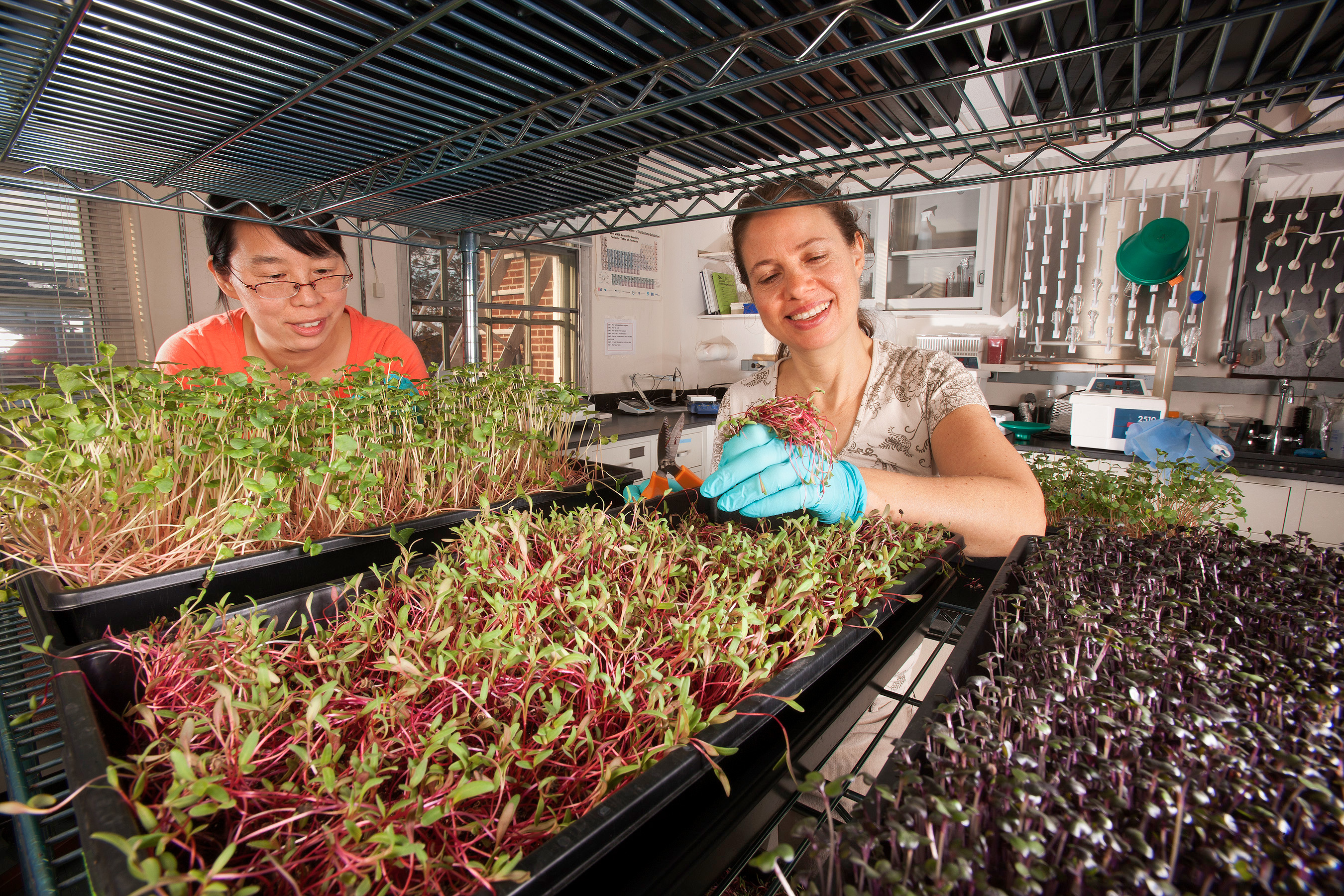
Bladskott skördas.

Bladskott även kallade grönsaksskott eller mikrogrönt (ej att förväxlas med groddar), är en term för växter som skördas för att ätas när hjärtbladen är fullt utvecklade och de första permanenta bladen växer men ännu inte helt utvecklats. Bladskott skördas vanligtvis 1-2 veckor efter groning. I USA har microgreens varit känt kommersiellt sedan 1980-talet och är idag en industri med många producenter av både frön och färdiga bladskott. Dessa används flitigt av kockar då de smakar mycket och är visuellt uppskattade av matgästerna.  Bladskott innehåller höga nivåer av näringsämnen i form av vitaminer och mineraler. Ofta mångfaldigt mer än den färdigväxta plantan. Ett extremt exempel är rödkålsskott som kan innehålla upp till 40 gånger så mycket vitamin E relativt vikt som grönsaken rödkål. 